# Xian autonome maonan de Huanjiang
Le xian autonome maonan de Huanjiang (环江毛南族自治县 ; pinyin : Huánjiāng máonánzú Zìzhìxiàn) est un district administratif de la région autonome Zhuang du Guangxi en Chine. Il est placé sous la juridiction de la ville-préfecture de Hechi.

## Démographie
La population du district était de 342 485 habitants en 1999, dont 16.2 % de Maonan et 75 % de Zhuang, groupe ethnique principalement concentré dans cette région.

## Histoire
Le district a été particulièrement éprouvé durant le Grand Bond en avant : la récolte de céréales 1958 déclarée aux autorités supérieures a été de 165 000 tonnes, alors que la récolte réelle était peut-être de 52 000. Les réquisitions pour 1958 ont alors atteint 4,8 fois celles de 1957, provoquant la famine. Entre 40 et 50 000 personnes sont mortes entre 1959 et 1960, soit un quart de la population